# Microcyclus angolensis
Microcyclus angolensis är en svampart som beskrevs av Sacc., Syd. & P. Syd. 1904. Microcyclus angolensis ingår i släktet Microcyclus och familjen Mycosphaerellaceae.   Inga underarter finns listade i Catalogue of Life.